# Mesophylla macconnelli
Mesophylla macconnelli é uma espécie de morcego da família Phyllostomidae. É a única espécie descrita para o gênero Mesophylla. Pode ser encontrada na Nicarágua, Costa Rica, Panamá, Colômbia, Venezuela, Guiana, Suriname, Guiana Francesa, Trinidad e Tobago, Brasil, Equador, Peru e Bolívia.